# Torneo Clausura 2008 (México)
El Torneo Clausura 2008 fue la edición LXXIX del campeonato de liga de la Primera División del fútbol mexicano; Se trató del 24º torneo corto, luego del cambio en el formato de competencia, con el que se cerró la temporada 2007-08. Santos se coronó por tercera vez tras derrotar al Cruz Azul.

## Desarrollo del torneo
El torneo de Clausura cierra la temporada 2007-2008 del fútbol profesional en México. La liga de Primera División está conformada por dieciocho equipos que se organizan en tres grupos (A, B y C) de acuerdo con las posiciones en la tabla de la temporada anterior, que comprende el Torneo de Apertura 2006 y el Torneo de Clausura 2007. La primera fase del torneo enfrenta entre sí a todos los equipos participantes, y avanzan a la "liguilla" (torneo final a eliminación directa) los dos mejores equipos de cada grupo y los cuatro mejor ubicados en la tabla general se enfrentan entre sí para definir el pase a la liguilla, en una fase que es conocida como repesca o repechaje. El campeón del torneo es el vencedor en la liguilla, sin importar cual haya sido su posición en la tabla general.

## Equipos por Entidad Federativa
Para la temporada 2007-2008, la entidad federativa de la República Mexicana con más equipos profesionales en la Primera División fue la Ciudad de México y Jalisco con 3, y Nuevo León con 2.
| Santos Laguna Monterrey Tigres Morelia Atlas Guadalajara U.A.G San Luis Necaxa Puebla Toluca América Cruz Azul UNAM Pachuca Veracruz Atlante Chiapas | \| Entidad Federativa \| N.º \| Equipos \| \| ------------------ \| --- \| -------------------------- \| \| Distrito Federal \| 3 \| América, Cruz Azul, UNAM \| \| Jalisco \| 3 \| Atlas, Tecos y Guadalajara \| \| Nuevo León \| 2 \| Monterrey y Tigres \| \| Michoacán \| 1 \| Morelia \| \| Estado de México \| 1 \| Toluca \| \| Coahuila \| 1 \| Santos Laguna \| \| San Luis Potosí \| 1 \| San Luis \| \| Aguascalientes \| 1 \| Necaxa \| \| Puebla \| 1 \| Puebla \| \| Hidalgo \| 1 \| Pachuca \| \| Veracruz \| 1 \| Veracruz \| \| Quintana Roo \| 1 \| Atlante \| \| Chiapas \| 1 \| Chiapas \| |                            |
| Entidad Federativa | N.º | Equipos                    |
| Distrito Federal | 3 | América, Cruz Azul, UNAM   |
| Jalisco | 3 | Atlas, Tecos y Guadalajara |
| Nuevo León | 2 | Monterrey y Tigres         |
| Michoacán | 1 | Morelia                    |
| Estado de México | 1 | Toluca                     |
| Coahuila | 1 | Santos Laguna              |
| San Luis Potosí | 1 | San Luis                   |
| Aguascalientes | 1 | Necaxa                     |
| Puebla | 1 | Puebla                     |
| Hidalgo | 1 | Pachuca                    |
| Veracruz | 1 | Veracruz                   |
| Quintana Roo | 1 | Atlante                    |
| Chiapas | 1 | Chiapas                    |

## Equipos participantes
| Equipo      | Ciudad                           | Estadio                      | Capacidad | Entrenador             |
| ----------- | -------------------------------- | ---------------------------- | --------- | ---------------------- |
| América     | México, D. F.                    | Azteca                       | 105,064   | Daniel Brailovsky      |
| Atlante     | Cancún, Quintana Roo             | Olímpico Andrés Quintana Roo | 19,000    | José Guadalupe Cruz    |
| Atlas       | Guadalajara, Jalisco             | Jalisco                      | 60,000    | Miguel Ángel Brindisi  |
| Cruz Azul   | México, D. F.                    | Azul                         | 39,000    | Sergio Markarián       |
| Jaguares    | Tuxtla Gutiérrez, Chiapas        | Víctor Manuel Reyna          | 25,000    | René Isidoro García    |
| Guadalajara | Guadalajara, Jalisco             | Jalisco                      | 60,000    | Efraín Flores          |
| Monterrey   | Monterrey, Nuevo León            | Tecnológico                  | 38,000    | Ricardo La Volpe       |
| Morelia     | Morelia, Michoacán               | Morelos                      | 41,056    | David Patiño           |
| Necaxa      | Aguascalientes                   | Estadio Victoria             | 25,500    | Salvador Reyes         |
| Pachuca     | Pachuca, Hidalgo                 | Hidalgo                      | 30,000    | Enrique Meza           |
| Puebla      | Puebla, Puebla                   | Cuauhtémoc                   | 41,638    | José Luis Sánchez Solá |
| San Luis    | San Luis Potosí, San Luis Potosí | Alfonso Lastras Ramírez      | 30,000    | Raúl Arias             |
| Santos      | Torreón, Coahuila                | Corona                       | 18,500    | Daniel Guzmán          |
| Tecos UAG   | Zapopan, Jalisco                 | Tres de Marzo                | 25,015    | Jaime Ordiales         |
| Tigres UANL | Monterrey, Nuevo León            | Universitario                | 43,600    | Américo Gallego        |
| Toluca      | Toluca, Estado de México         | Nemesio Díez                 | 30,000    | José Néstor Pékerman   |
| Pumas UNAM  | México, D. F.                    | Olímpico Universitario       | 66,000    | Ricardo Ferretti       |
| Veracruz    | Veracruz, Veracruz               | Luis "Pirata" Fuente         | 30,000    | Antonio Mohamed        |

### Cambios de entrenadores
| Equipo              | Entrenador (jornadas)                                                        |
| ------------------- | ---------------------------------------------------------------------------- |
| Veracruz            | Antonio Mohamed (1 - 2) Miguel Herrera (3 - 17)                              |
| Tigres              | Américo Gallego (1 - 5) Manuel Lapuente (6 - 17)                             |
| Jaguares de Chiapas | René Isidoro García (1 - 6) Sergio Almaguer (7 - 17)                         |
| América             | Daniel Brailovsky (1 - 6) Rubén Omar Romano (7 - 16) Juan Antonio Luna (17)* |
| Tecos               | Jaime Ordiales (1 - 9) José Luis Trejo (10 - 17)                             |
| Morelia             | David Patiño (1 - 10) Luis Fernando Tena (11 - 17)                           |

- Técnico interino

## Torneo regular

### Resultados
- Los horarios son correspondientes al Tiempo del Centro de México (UTC-6 y UTC-5 en horario de verano).[1]

| Jornada 1   | Jornada 1 | Jornada 1     | Jornada 1                    | Jornada 1   | Jornada 1 | Jornada 1 |
| Local       | Resultado | Visitante     | Estadio                      | Fecha       | Hora      |           |
| ----------- | --------- | ------------- | ---------------------------- | ----------- | --------- | --------- |
| Veracruz    | 0 - 1     | Morelia       | Luis "Pirata" Fuente         | 18 de enero | 18:00     |           |
| Monterrey   | 1 - 1     | Necaxa        | Tecnológico                  | 19 de enero | 17:00     |           |
| San Luis    | 1 - 1     | Tigres        | Alfonso Lastras Ramírez      | 19 de enero | 17:00     |           |
| Cruz Azul   | 1 - 1     | Santos Laguna | Azul                         | 19 de enero | 17:00     |           |
| Pachuca     | 1 - 0     | Tecos         | Hidalgo                      | 19 de enero | 19:00     |           |
| Guadalajara | 3 - 0     | UNAM          | Jalisco                      | 19 de enero | 19:00     |           |
| Atlante     | 2 - 2     | Jaguares      | Olímpico Andrés Quintana Roo | 19 de enero | 20:30     |           |
| Toluca      | 2 - 1     | Atlas         | Nemesio Díez                 | 20 de enero | 12:00     |           |
| América     | 0 - 0     | Puebla        | Azteca                       | 20 de enero | 16:00     |           |

| Jornada 2     | Jornada 2 | Jornada 2   | Jornada 2              | Jornada 2   | Jornada 2 | Jornada 2 |
| Local         | Resultado | Visitante   | Estadio                | Fecha       | Hora      |           |
| ------------- | --------- | ----------- | ---------------------- | ----------- | --------- | --------- |
| Tecos         | 1 - 1     | Guadalajara | Tres de Marzo          | 25 de enero | 18:00     |           |
| Atlas         | 3 - 0     | Veracruz    | Jalisco                | 25 de enero | 20:45     |           |
| Jaguares      | 2 - 1     | América     | Víctor Manuel Reyna    | 26 de enero | 17:00     |           |
| Morelia       | 3 - 2     | Pachuca     | Morelos                | 26 de enero | 19:00     |           |
| Tigres        | 1 - 0     | Cruz Azul   | Universitario          | 26 de enero | 19:00     |           |
| Necaxa        | 1 - 1     | San Luis    | Victoria               | 26 de enero | 21:00     |           |
| UNAM          | 1 - 2     | Atlante     | Olímpico Universitario | 27 de enero | 12:00     |           |
| Puebla        | 1 - 1     | Monterrey   | Cuauhtémoc             | 27 de enero | 12:00     |           |
| Santos Laguna | 2 - 2     | Toluca      | Corona                 | 27 de enero | 16:00     |           |

| Jornada 3   | Jornada 3 | Jornada 3     | Jornada 3                    | Jornada 3    | Jornada 3 | Jornada 3 |
| Local       | Resultado | Visitante     | Estadio                      | Fecha        | Hora      |           |
| ----------- | --------- | ------------- | ---------------------------- | ------------ | --------- | --------- |
| Veracruz    | 1 - 1     | Santos Laguna | Luis "Pirata" Fuente         | 1 de febrero | 18:00     |           |
| Monterrey   | 0 - 0     | Jaguares      | Tecnológico                  | 2 de febrero | 17:00     |           |
| Cruz Azul   | 4 - 0     | San Luis      | Azul                         | 2 de febrero | 17:00     |           |
| Pachuca     | 1 - 0     | Atlas         | Hidalgo                      | 2 de febrero | 19:00     |           |
| Atlante     | 1 - 2     | Tecos         | Olímpico Andrés Quintana Roo | 2 de febrero | 20:30     |           |
| Guadalajara | 6 - 0     | Morelia       | Jalisco                      | 2 de febrero | 21:00     |           |
| Puebla      | 1 - 1     | Necaxa        | Cuauhtémoc                   | 3 de febrero | 12:00     |           |
| Toluca      | 2 - 0     | Tigres        | Nemesio Díez                 | 3 de febrero | 12:00     |           |
| América     | 2 - 0     | UNAM          | Azteca                       | 3 de febrero | 15:30     |           |

| Jornada 4     | Jornada 4 | Jornada 4   | Jornada 4                    | Jornada 4     | Jornada 4 | Jornada 4 |
| Local         | Resultado | Visitante   | Estadio                      | Fecha         | Hora      |           |
| ------------- | --------- | ----------- | ---------------------------- | ------------- | --------- | --------- |
| Tecos         | 1 - 2     | América     | Tres de Marzo                | 8 de febrero  | 18:00     |           |
| Jaguares      | 0 - 1     | Puebla      | Víctor Manuel Reyna          | 9 de febrero  | 17:00     |           |
| San Luis      | 2 - 0     | Toluca      | Alfonso Lastras Ramírez      | 9 de febrero  | 17:00     |           |
| Tigres        | 0 - 3     | Veracruz    | Universitario                | 9 de febrero  | 19:00     |           |
| Atlante       | 2 - 0     | Morelia     | Olímpico Andrés Quintana Roo | 9 de febrero  | 20:30     |           |
| Atlas         | 0 - 2     | Guadalajara | Jalisco                      | 9 de febrero  | 20:45     |           |
| UNAM          | 2 - 1     | Monterrey   | Olímpico Universitario       | 10 de febrero | 12:00     |           |
| Necaxa        | 2 - 0     | Cruz Azul   | Victoria                     | 10 de febrero | 16:00     |           |
| Santos Laguna | 2 - 1     | Pachuca     | Corona                       | 10 de febrero | 16:00     |           |

| Jornada 5   | Jornada 5 | Jornada 5     | Jornada 5                    | Jornada 5     | Jornada 5 | Jornada 5 |
| Local       | Resultado | Visitante     | Estadio                      | Fecha         | Hora      |           |
| ----------- | --------- | ------------- | ---------------------------- | ------------- | --------- | --------- |
| Pachuca     | 6 - 1     | Tigres        | Hidalgo                      | 13 de febrero | 17:00     |           |
| América     | 0 - 1     | Morelia       | Azteca                       | 13 de febrero | 18:00     |           |
| Jaguares    | 0 - 0     | Necaxa        | Víctor Manuel Reyna          | 13 de febrero | 19:00     |           |
| Puebla      | 1 - 1     | UNAM          | Cuauhtémoc                   | 13 de febrero | 19:00     |           |
| Toluca      | 1 - 1     | Cruz Azul     | Nemesio Díez                 | 13 de febrero | 20:30     |           |
| Monterrey   | 3 - 0     | Tecos         | Tecnológico                  | 13 de febrero | 20:30     |           |
| Veracruz    | 1 - 1     | San Luis      | Luis "Pirata" Fuente         | 13 de febrero | 20:30     |           |
| Guadalajara | 3 - 2     | Santos Laguna | Jalisco                      | 13 de febrero | 20:45     |           |
| Atlante     | 3 - 3     | Atlas         | Olímpico Andrés Quintana Roo | 13 de febrero | 21:00     |           |

| Jornada 6     | Jornada 6 | Jornada 6   | Jornada 6               | Jornada 6     | Jornada 6 | Jornada 6 |
| Local         | Resultado | Visitante   | Estadio                 | Fecha         | Hora      |           |
| ------------- | --------- | ----------- | ----------------------- | ------------- | --------- | --------- |
| Cruz Azul     | 1 - 0     | Veracruz    | Azul                    | 16 de febrero | 17:00     |           |
| San Luis      | 2 - 1     | Pachuca     | Alfonso Lastras Ramírez | 16 de febrero | 17:00     |           |
| Morelia       | 0 - 1     | Monterrey   | Morelos                 | 16 de febrero | 19:00     |           |
| Tigres        | 0 - 0     | Guadalajara | Universitario           | 16 de febrero | 19:00     |           |
| Atlas         | 1 - 0     | América     | Jalisco                 | 16 de febrero | 20:45     |           |
| Necaxa        | 1 - 2     | Toluca      | Victoria                | 16 de febrero | 21:00     |           |
| UNAM          | 4 - 1     | Jaguares    | Olímpico Universitario  | 17 de febrero | 12:00     |           |
| Tecos         | 3 - 2     | Puebla      | Tres de Marzo           | 17 de febrero | 16:00     |           |
| Santos Laguna | 3 - 0     | Atlante     | Corona                  | 17 de febrero | 16:00     |           |

| Jornada 7   | Jornada 7 | Jornada 7     | Jornada 7                    | Jornada 7     | Jornada 7 | Jornada 7 |
| Local       | Resultado | Visitante     | Estadio                      | Fecha         | Hora      |           |
| ----------- | --------- | ------------- | ---------------------------- | ------------- | --------- | --------- |
| Veracruz    | 2 - 3     | Toluca        | Luis "Pirata" Fuente         | 22 de febrero | 18:00     |           |
| Jaguares    | 2 - 0     | Tecos         | Víctor Manuel Reyna          | 23 de febrero | 17:00     |           |
| Pachuca     | 1 - 4     | Cruz Azul     | Hidalgo                      | 23 de febrero | 19:00     |           |
| Guadalajara | 2 - 2     | San Luis      | Jalisco                      | 23 de febrero | 19:00     |           |
| Atlante     | 1 - 1     | Tigres        | Olímpico Andrés Quintana Roo | 23 de febrero | 21:00     |           |
| UNAM        | 0 - 3     | Necaxa        | Olímpico Universitario       | 24 de febrero | 12:00     |           |
| Puebla      | 4 - 0     | Morelia       | Cuauhtémoc                   | 24 de febrero | 16:00     |           |
| Monterrey   | 1 - 1     | Atlas         | Tecnológico                  | 24 de febrero | 16:00     |           |
| América     | 0 - 1     | Santos Laguna | Azteca                       | 24 de febrero | 16:00     |           |

| Jornada 8     | Jornada 8 | Jornada 8   | Jornada 8               | Jornada 8     | Jornada 8 | Jornada 8 |
| Local         | Resultado | Visitante   | Estadio                 | Fecha         | Hora      |           |
| ------------- | --------- | ----------- | ----------------------- | ------------- | --------- | --------- |
| Tecos         | 1 - 2     | UNAM        | Tres de Marzo           | 29 de febrero | 18:05     |           |
| Cruz Azul     | 0 - 0     | Guadalajara | Azul                    | 1 de marzo    | 17:00     |           |
| San Luis      | 2 - 0     | Atlante     | Alfonso Lastras Ramírez | 1 de marzo    | 17:00     |           |
| Morelia       | 1 - 0     | Jaguares    | Morelos                 | 1 de marzo    | 19:00     |           |
| Tigres        | 3 - 0     | América     | Universitario           | 1 de marzo    | 19:00     |           |
| Atlas         | 2 - 1     | Puebla      | Jalisco                 | 1 de marzo    | 20:45     |           |
| Necaxa        | 0 - 1     | Veracruz    | Victoria                | 1 de marzo    | 21:00     |           |
| Toluca        | 0 - 2     | Pachuca     | Nemesio Díez            | 2 de marzo    | 12:00     |           |
| Santos Laguna | 2 - 0     | Monterrey   | Corona                  | 2 de marzo    | 16:00     |           |

| Jornada 9   | Jornada 9 | Jornada 9     | Jornada 9                    | Jornada 9  | Jornada 9 | Jornada 9 |
| Local       | Resultado | Visitante     | Estadio                      | Fecha      | Hora      |           |
| ----------- | --------- | ------------- | ---------------------------- | ---------- | --------- | --------- |
| Tecos       | 1 - 1     | Necaxa        | Tres de Marzo                | 7 de marzo | 18:00     |           |
| Monterrey   | 2 - 3     | Tigres        | Tecnológico                  | 8 de marzo | 17:00     |           |
| Pachuca     | 1 - 1     | Veracruz      | Azul                         | 8 de marzo | 19:00     |           |
| Guadalajara | 1 - 0     | Toluca        | Jalisco                      | 8 de marzo | 19:00     |           |
| UNAM        | 1 - 0     | Morelia       | Olímpico Universitario       | 9 de marzo | 12:00     |           |
| Puebla      | 3 - 3     | Santos Laguna | Cuauhtémoc                   | 9 de marzo | 16:00     |           |
| América     | 1 - 2     | San Luis      | Azteca                       | 9 de marzo | 16:00     |           |
| Atlante     | 2 - 3     | Cruz Azul     | Olímpico Andrés Quintana Roo | 9 de marzo | 18:00     |           |
| Jaguares    | 2 - 0     | Atlas         | Víctor Manuel Reyna          | 9 de marzo | 18:00     |           |

| Jornada 10    | Jornada 10 | Jornada 10  | Jornada 10              | Jornada 10  | Jornada 10 | Jornada 10 |
| Local         | Resultado  | Visitante   | Estadio                 | Fecha       | Hora       |            |
| ------------- | ---------- | ----------- | ----------------------- | ----------- | ---------- | ---------- |
| Veracruz      | 1 - 2      | Guadalajara | Luis "Pirata" Fuente    | 14 de marzo | 19:00      |            |
| San Luis      | 3 - 1      | Monterrey   | Alfonso Lastras Ramírez | 15 de marzo | 17:00      |            |
| Necaxa        | 2 - 2      | Pachuca     | Victoria                | 15 de marzo | 19:00      |            |
| Morelia       | 0 - 2      | Tecos       | Morelos                 | 15 de marzo | 19:00      |            |
| Tigres        | 0 - 3      | Puebla      | Universitario           | 15 de marzo | 19:00      |            |
| Atlas         | 2 - 2      | UNAM        | Jalisco                 | 15 de marzo | 20:45      |            |
| Toluca        | 2 - 2      | Atlante     | Nemesio Díez            | 16 de marzo | 12:00      |            |
| Santos Laguna | 1 - 3      | Jaguares    | Corona                  | 16 de marzo | 15:00      |            |
| Cruz Azul     | 2 - 2      | América     | Azul                    | 16 de marzo | 17:00      |            |

| Jornada 11  | Jornada 11 | Jornada 11    | Jornada 11                   | Jornada 11  | Jornada 11 | Jornada 11 |
| Local       | Resultado  | Visitante     | Estadio                      | Fecha       | Hora       |            |
| ----------- | ---------- | ------------- | ---------------------------- | ----------- | ---------- | ---------- |
| Tecos       | 3 - 3      | Atlas         | Tres de Marzo                | 21 de marzo | 18:00      |            |
| Monterrey   | 3 - 2      | Cruz Azul     | Tecnológico                  | 22 de marzo | 17:00      |            |
| Jaguares    | 3 - 2      | Tigres        | Víctor Manuel Reyna          | 22 de marzo | 17:00      |            |
| Morelia     | 0 - 0      | Necaxa        | Morelos                      | 22 de marzo | 19:00      |            |
| Guadalajara | 2 - 1      | Pachuca       | Jalisco                      | 22 de marzo | 19:00      |            |
| América     | 0 - 1      | Toluca        | Azteca                       | 22 de marzo | 19:00      |            |
| UNAM        | 1 - 1      | Santos Laguna | Olímpico Universitario       | 23 de marzo | 12:00      |            |
| Puebla      | 1 - 2      | San Luis      | Cuauhtémoc                   | 23 de marzo | 12:00      |            |
| Atlante     | 2 - 2      | Veracruz      | Olímpico Andrés Quintana Roo | 23 de marzo | 18:00      |            |

| Jornada 12    | Jornada 12 | Jornada 12  | Jornada 12              | Jornada 12  | Jornada 12 | Jornada 12 |
| Local         | Resultado  | Visitante   | Estadio                 | Fecha       | Hora       |            |
| ------------- | ---------- | ----------- | ----------------------- | ----------- | ---------- | ---------- |
| Cruz Azul     | 2 - 0      | Puebla      | Azul                    | 29 de marzo | 17:00      |            |
| San Luis      | 0 - 2      | Jaguares    | Alfonso Lastras Ramírez | 29 de marzo | 17:00      |            |
| Pachuca       | 2 - 0      | Atlante     | Hidalgo                 | 29 de marzo | 17:00      |            |
| Veracruz      | 4 - 0      | América     | Luis "Pirata" Fuente    | 29 de marzo | 19:00      |            |
| Tigres        | 2 - 0      | UNAM        | Universitario           | 29 de marzo | 19:00      |            |
| Atlas         | 1 - 0      | Morelia     | Jalisco                 | 29 de marzo | 20:45      |            |
| Toluca        | 1 - 1      | Monterrey   | Nemesio Díez            | 30 de marzo | 12:00      |            |
| Santos Laguna | 4 - 0      | Tecos       | Corona                  | 30 de marzo | 16:00      |            |
| Necaxa        | 1 - 0      | Guadalajara | Victoria                | 30 de marzo | 16:00      |            |

| Jornada 13 | Jornada 13 | Jornada 13    | Jornada 13                   | Jornada 13 | Jornada 13 | Jornada 13 |
| Local      | Resultado  | Visitante     | Estadio                      | Fecha      | Hora       |            |
| ---------- | ---------- | ------------- | ---------------------------- | ---------- | ---------- | ---------- |
| Tecos      | 2 - 1      | Tigres        | Tres de Marzo                | 4 de abril | 18:00      |            |
| Atlas      | 0 - 1      | Necaxa        | Jalisco                      | 4 de abril | 20:45      |            |
| Jaguares   | 1 - 2      | Cruz Azul     | Víctor Manuel Reyna          | 5 de abril | 17:00      |            |
| Monterrey  | 7 - 2      | Veracruz      | Tecnológico                  | 5 de abril | 17:00      |            |
| Morelia    | 0 - 0      | Santos Laguna | Morelos                      | 5 de abril | 19:00      |            |
| Atlante    | 1 - 1      | Guadalajara   | Olímpico Andrés Quintana Roo | 5 de abril | 21:00      |            |
| UNAM       | 2 - 3      | San Luis      | Olímpico Universitario       | 6 de abril | 12:00      |            |
| Puebla     | 1 - 2      | Toluca        | Cuauhtémoc                   | 6 de abril | 12:00      |            |
| América    | 1 - 3      | Pachuca       | Azteca                       | 6 de abril | 16:00      |            |

| Jornada 14    | Jornada 14 | Jornada 14 | Jornada 14              | Jornada 14  | Jornada 14 | Jornada 14 |
| Local         | Resultado  | Visitante  | Estadio                 | Fecha       | Hora       |            |
| ------------- | ---------- | ---------- | ----------------------- | ----------- | ---------- | ---------- |
| Veracruz      | 0 - 2      | Puebla     | Luis "Pirata" Fuente    | 11 de abril | 18:00      |            |
| San Luis      | 1 - 1      | Tecos      | Alfonso Lastras Ramírez | 12 de abril | 17:00      |            |
| Cruz Azul     | 2 - 1      | UNAM       | Azul                    | 12 de abril | 17:00      |            |
| Pachuca       | 1 - 1      | Monterrey  | Hidalgo                 | 12 de abril | 19:00      |            |
| Tigres        | 2 - 2      | Morelia    | Universitario           | 12 de abril | 19:00      |            |
| Necaxa        | 1 - 1      | Atlante    | Victoria                | 12 de abril | 21:00      |            |
| Toluca        | 1 - 1      | Jaguares   | Nemesio Díez            | 13 de abril | 12:00      |            |
| Santos Laguna | 6 - 1      | Atlas      | Corona                  | 13 de abril | 16:00      |            |
| Guadalajara   | 3 - 2      | América    | Jalisco                 | 13 de abril | 19:30      |            |

| Jornada 15    | Jornada 15 | Jornada 15  | Jornada 15             | Jornada 15  | Jornada 15 | Jornada 15 |
| Local         | Resultado  | Visitante   | Estadio                | Fecha       | Hora       |            |
| ------------- | ---------- | ----------- | ---------------------- | ----------- | ---------- | ---------- |
| Tecos         | 0 - 2      | Cruz Azul   | Tres de Marzo          | 18 de abril | 18:00      |            |
| Monterrey     | 1 - 0      | Guadalajara | Tecnológico            | 19 de abril | 17:00      |            |
| Jaguares      | 1 - 2      | Veracruz    | Víctor Manuel Reyna    | 19 de abril | 17:00      |            |
| Morelia       | 1 - 2      | San Luis    | Morelos                | 19 de abril | 19:00      |            |
| Atlas         | 1 - 0      | Tigres      | Jalisco                | 19 de abril | 20:45      |            |
| UNAM          | 0 - 0      | Toluca      | Olímpico Universitario | 20 de abril | 12:00      |            |
| Puebla        | 5 - 2      | Pachuca     | Cuauhtémoc             | 20 de abril | 12:00      |            |
| Santos Laguna | 1 - 1      | Necaxa      | Corona                 | 20 de abril | 15:00      |            |
| América       | 0 - 1      | Atlante     | Azteca                 | 20 de abril | 17:00      |            |

| Jornada 16  | Jornada 16 | Jornada 16    | Jornada 16                   | Jornada 16  | Jornada 16 | Jornada 16 |
| Local       | Resultado  | Visitante     | Estadio                      | Fecha       | Hora       |            |
| ----------- | ---------- | ------------- | ---------------------------- | ----------- | ---------- | ---------- |
| Veracruz    | 2 - 4      | UNAM          | Luis "Pirata" Fuente         | 25 de abril | 18:00      |            |
| San Luis    | 0 - 0      | Atlas         | Alfonso Lastras Ramírez      | 26 de abril | 17:00      |            |
| Cruz Azul   | 1 - 0      | Morelia       | Azul                         | 26 de abril | 17:00      |            |
| Pachuca     | 0 - 1      | Jaguares      | Hidalgo                      | 26 de abril | 19:00      |            |
| Tigres      | 1 - 2      | Santos Laguna | Universitario                | 26 de abril | 19:00      |            |
| Guadalajara | 4 - 0      | Puebla        | Jalisco                      | 26 de abril | 19:00      |            |
| Atlante     | 2 - 3      | Monterrey     | Olímpico Andrés Quintana Roo | 26 de abril | 21:00      |            |
| Toluca      | 3 - 0      | Tecos         | Nemesio Díez                 | 27 de abril | 12:00      |            |
| Necaxa      | 2 - 0      | América       | Victoria                     | 27 de abril | 16:00      |            |

| Jornada 17    | Jornada 17 | Jornada 17  | Jornada 17             | Jornada 17 | Jornada 17 | Jornada 17 |
| Local         | Resultado  | Visitante   | Estadio                | Fecha      | Hora       |            |
| ------------- | ---------- | ----------- | ---------------------- | ---------- | ---------- | ---------- |
| Tecos         | 0 - 0      | Veracruz    | Tres de Marzo          | 2 de mayo  | 18:00      |            |
| Jaguares      | 2 - 2      | Guadalajara | Víctor Manuel Reyna    | 3 de mayo  | 17:00      |            |
| Morelia       | 2 - 1      | Toluca      | Morelos                | 3 de mayo  | 19:00      |            |
| Tigres        | 1 - 0      | Necaxa      | Universitario          | 3 de mayo  | 19:00      |            |
| Atlas         | 2 - 0      | Cruz Azul   | Jalisco                | 3 de mayo  | 20:45      |            |
| UNAM          | 0 - 0      | Pachuca     | Olímpico Universitario | 4 de mayo  | 12:00      |            |
| Puebla        | 2 - 2      | Atlante     | Cuauhtémoc             | 4 de mayo  | 16:00      |            |
| Santos Laguna | 4 - 1      | San Luis    | Corona                 | 4 de mayo  | 16:00      |            |
| América       | 1 - 0      | Monterrey   | Azteca                 | 4 de mayo  | 16:00      |            |

## Tabla general
| Pos. | Equipo       | Pts. | PJ | G | E | P  | GF | GC | Dif. | Clasificación                   |
| ---- | ------------ | ---- | -- | - | - | -- | -- | -- | ---- | ------------------------------- |
| 1    | Guadalajara  | 33   | 17 | 9 | 6 | 2  | 32 | 14 | +18  | Cuartos de final de la liguilla |
| 2    | Santos (C)   | 31   | 17 | 8 | 7 | 2  | 36 | 19 | +17  | Cuartos de final de la liguilla |
| 3    | Cruz Azul    | 31   | 17 | 9 | 4 | 4  | 27 | 17 | +10  | Cuartos de final de la liguilla |
| 4    | San Luis     | 30   | 17 | 8 | 6 | 3  | 25 | 23 | +2   | Reclasificación a liguilla      |
| 5    | Toluca       | 27   | 17 | 7 | 6 | 4  | 23 | 19 | +4   | Cuartos de final de la liguilla |
| 6    | Chiapas      | 26   | 17 | 7 | 5 | 5  | 23 | 19 | +4   | Cuartos de final de la liguilla |
| 7    | Necaxa       | 24   | 17 | 5 | 9 | 3  | 18 | 12 | +6   | Reclasificación a liguilla      |
| 8    | Monterrey    | 24   | 17 | 6 | 6 | 5  | 27 | 22 | +5   | Cuartos de final de la liguilla |
| 9    | Atlas        | 23   | 17 | 6 | 5 | 6  | 21 | 24 | −3   | Reclasificación a liguilla      |
| 10   | Pachuca      | 22   | 17 | 6 | 4 | 7  | 27 | 25 | +2   | Reclasificación a liguilla      |
| 11   | Puebla       | 21   | 17 | 5 | 6 | 6  | 28 | 25 | +3   |                                 |
| 12   | UNAM         | 20   | 17 | 5 | 5 | 7  | 21 | 26 | −5   |                                 |
| 13   | Tigres       | 19   | 17 | 5 | 4 | 8  | 19 | 28 | −9   |                                 |
| 14   | Morelia      | 18   | 17 | 5 | 3 | 9  | 11 | 25 | −14  |                                 |
| 15   | Atlante      | 17   | 17 | 3 | 8 | 6  | 24 | 30 | −6   |                                 |
| 16   | Veracruz (D) | 17   | 17 | 4 | 5 | 8  | 22 | 29 | −7   | Descenso de categoría           |
| 17   | Tecos UAG    | 17   | 17 | 4 | 5 | 8  | 17 | 29 | −12  |                                 |
| 18   | América      | 11   | 17 | 3 | 2 | 12 | 12 | 27 | −15  |                                 |

 Fuente: MedioTiempo

### Grupos

#### Grupo 1
| Pos. | Equipo    | Pts. | PJ | G | E | P | GF | GC | Dif. | Clasificación                   |
| ---- | --------- | ---- | -- | - | - | - | -- | -- | ---- | ------------------------------- |
| 1    | Toluca    | 27   | 17 | 7 | 6 | 4 | 23 | 19 | +4   | Cuartos de final de la liguilla |
| 2    | Chiapas   | 26   | 17 | 7 | 5 | 5 | 23 | 19 | +4   | Cuartos de final de la liguilla |
| 3    | Pachuca   | 22   | 17 | 6 | 4 | 7 | 27 | 25 | +2   | Reclasificación a liguilla      |
| 4    | Puebla    | 21   | 17 | 5 | 6 | 6 | 28 | 25 | +3   |                                 |
| 5    | UNAM      | 20   | 17 | 5 | 5 | 7 | 21 | 26 | −5   |                                 |
| 6    | Tecos UAG | 17   | 17 | 4 | 5 | 8 | 17 | 29 | −12  |                                 |

 Fuente: MedioTiempo

#### Grupo 2
| Pos. | Equipo       | Pts. | PJ | G | E | P  | GF | GC | Dif. | Clasificación                   |
| ---- | ------------ | ---- | -- | - | - | -- | -- | -- | ---- | ------------------------------- |
| 1    | Santos (C)   | 31   | 17 | 8 | 7 | 2  | 36 | 19 | +17  | Cuartos de final de la liguilla |
| 2    | Monterrey    | 24   | 17 | 6 | 6 | 5  | 27 | 22 | +5   | Cuartos de final de la liguilla |
| 3    | Atlas        | 23   | 17 | 6 | 5 | 6  | 21 | 24 | −3   | Reclasificación a liguilla      |
| 4    | Veracruz (D) | 17   | 17 | 4 | 5 | 8  | 22 | 29 | −7   | Descenso de categoría           |
| 5    | Atlante      | 17   | 17 | 3 | 8 | 6  | 24 | 30 | −6   |                                 |
| 6    | América      | 11   | 17 | 3 | 2 | 12 | 12 | 27 | −15  |                                 |

 Fuente: MedioTiempo

#### Grupo 3
| Pos. | Equipo      | Pts. | PJ | G | E | P | GF | GC | Dif. | Clasificación                   |
| ---- | ----------- | ---- | -- | - | - | - | -- | -- | ---- | ------------------------------- |
| 1    | Guadalajara | 33   | 17 | 9 | 6 | 2 | 32 | 14 | +18  | Cuartos de final de la liguilla |
| 2    | Cruz Azul   | 31   | 17 | 9 | 4 | 4 | 27 | 17 | +10  | Cuartos de final de la liguilla |
| 3    | San Luis    | 30   | 17 | 8 | 6 | 3 | 25 | 23 | +2   | Reclasificación a liguilla      |
| 4    | Necaxa      | 24   | 17 | 5 | 9 | 3 | 18 | 12 | +6   | Reclasificación a liguilla      |
| 5    | Tigres      | 19   | 17 | 5 | 4 | 8 | 19 | 28 | −9   |                                 |
| 6    | Morelia     | 18   | 17 | 5 | 3 | 9 | 11 | 25 | −14  |                                 |

 Fuente: MedioTiempo

## Tabla de cocientes
| Posición | Equipo      | A-2005 | C-2006 | A-2006 | C-2007 | A-2007 | C-2008 | Puntos | Juegos | Cociente |
| -------- | ----------- | ------ | ------ | ------ | ------ | ------ | ------ | ------ | ------ | -------- |
| 1        | Cruz Azul   | 30     | 30     | 30     | 28     | 25     | 31     | 174    | 102    | 1.7058   |
| 2        | Pachuca     | 28     | 31     | 26     | 39     | 24     | 22     | 170    | 102    | 1.6666   |
| 3        | Guadalajara | 19     | 23     | 26     | 31     | 31     | 33     | 163    | 102    | 1.5980   |
| 4        | Toluca      | 30     | 24     | 27     | 19     | 34     | 27     | 161    | 102    | 1.5784   |
| 5        | América     | 38     | 21     | 29     | 30     | 26     | 11     | 155    | 102    | 1.5196   |
| 6        | San Luis    | 16     | 25     | 20     | 24     | 29     | 30     | 144    | 102    | 1.4117   |
| 7        | Santos      | 20     | 18     | 11     | 22     | 38     | 31     | 140    | 102    | 1.3725   |
| 8        | Chiapas     | 23     | 30     | 23     | 19     | 18     | 26     | 139    | 102    | 1.3627   |
| 9        | Monterrey   | 35     | 18     | 27     | 19     | 14     | 24     | 137    | 102    | 1.3431   |
| 10       | Atlante     | 15     | 27     | 23     | 21     | 33     | 17     | 136    | 102    | 1.3333   |
| 11       | Pumas       | 16     | 22     | 29     | 20     | 24     | 20     | 131    | 102    | 1.2843   |
| 12       | Necaxa      | 31     | 18     | 17     | 18     | 20     | 24     | 128    | 102    | 1.2549   |
| 13       | Atlas       | 21     | 20     | 27     | 25     | 12     | 23     | 128    | 102    | 1.2549   |
| 14       | Morelia     | 20     | 22     | 23     | 22     | 22     | 18     | 127    | 102    | 1.2450   |
| 15       | Tecos       | 24     | 22     | 13     | 25     | 17     | 17     | 118    | 102    | 1.1568   |
| 16       | Tigres      | 22     | 21     | 14     | 23     | 16     | 19     | 115    | 102    | 1.1274   |
| 17       | Puebla      | 0      | 0      | 0      | 0      | 17     | 21     | 38     | 34     | 1.1176   |
| 18       | Veracruz    | 15     | 20     | 26     | 12     | 18     | 17     | 108    | 102    | 1.0588   |

     Descendido a la Primera A.

## Reclasificación
| 7 de mayo de 2008, 19:30 | Pachuca | 0:1 (0:0) | San Luis            | Estadio Hidalgo, Pachuca                                               |                                                                        |
|                          |         |           | Coudet 90+2' (pen.) | Asistencia: 18,000 espectadores Árbitro(s): Fabricio Morales Bojorquez | Asistencia: 18,000 espectadores Árbitro(s): Fabricio Morales Bojorquez |

| 10 de mayo de 2008, 19:00                                     | San Luis  | 1:2 (1:0) (Global 2:2) | Pachuca                       | Estadio Alfonso Lastras Ramírez, San Luis Potosí               |                                                                |
|                                                               | Piríz 17' |                        | Caballero 65' · Giménez 90+2' | Asistencia: 24,000 espectadores Árbitro(s): Hugo León Guajardo | Asistencia: 24,000 espectadores Árbitro(s): Hugo León Guajardo |
| San Luis avanzó a la Liguilla por mejor posición en la tabla. |           |                        |                               |                                                                |                                                                |

| 8 de mayo de 2008, 20:45 | Atlas      | 1:1 (0:1) | Necaxa    | Estadio Jalisco, Guadalajara                                        |                                                                     |
|                          | Medina 71' |           | Reyna 45' | Asistencia: 36,000 espectadores Árbitro(s): Mauricio Morales Ovalle | Asistencia: 36,000 espectadores Árbitro(s): Mauricio Morales Ovalle |

| 11 de mayo de 2008, 16:00                                   | Necaxa | 0:0 (0:0) (Global 1:1) | Atlas | Estadio Victoria, Aguascalientes                                      |  |
|                                                             |        |                        |       | Asistencia: 20,000 espectadores Árbitro(s): José Gabriel Gómez Romero |  |
| Necaxa avanzó a la Liguilla por mejor posición en la tabla. |        |                        |       |                                                                       |  |

## Liguilla
|  | Reclasificación                                              | Reclasificación                                              | Reclasificación                                              | Reclasificación                                              | Reclasificación                                              |   |   | Cuartos de final                                               | Cuartos de final                                               | Cuartos de final                                               | Cuartos de final                                               | Cuartos de final                                               |   |   | Semifinales                                                    | Semifinales                                                    | Semifinales                                                    | Semifinales                                                    | Semifinales                                                    |   |  | Final                                                | Final                                                | Final                                                | Final                                                | Final                                                |  |
|  | 7 y 8 de mayo de 2008 (ida) 10 y 11 de mayo de 2008 (vuelta) | 7 y 8 de mayo de 2008 (ida) 10 y 11 de mayo de 2008 (vuelta) | 7 y 8 de mayo de 2008 (ida) 10 y 11 de mayo de 2008 (vuelta) | 7 y 8 de mayo de 2008 (ida) 10 y 11 de mayo de 2008 (vuelta) | 7 y 8 de mayo de 2008 (ida) 10 y 11 de mayo de 2008 (vuelta) |   |   | 14 y 15 de mayo de 2008 (ida) 17 y 18 de mayo de 2008 (vuelta) | 14 y 15 de mayo de 2008 (ida) 17 y 18 de mayo de 2008 (vuelta) | 14 y 15 de mayo de 2008 (ida) 17 y 18 de mayo de 2008 (vuelta) | 14 y 15 de mayo de 2008 (ida) 17 y 18 de mayo de 2008 (vuelta) | 14 y 15 de mayo de 2008 (ida) 17 y 18 de mayo de 2008 (vuelta) |   |   | 21 y 22 de mayo de 2008 (ida) 24 y 25 de mayo de 2008 (vuelta) | 21 y 22 de mayo de 2008 (ida) 24 y 25 de mayo de 2008 (vuelta) | 21 y 22 de mayo de 2008 (ida) 24 y 25 de mayo de 2008 (vuelta) | 21 y 22 de mayo de 2008 (ida) 24 y 25 de mayo de 2008 (vuelta) | 21 y 22 de mayo de 2008 (ida) 24 y 25 de mayo de 2008 (vuelta) |   |  | 29 de mayo de 2008 (ida) 1 de junio de 2008 (vuelta) | 29 de mayo de 2008 (ida) 1 de junio de 2008 (vuelta) | 29 de mayo de 2008 (ida) 1 de junio de 2008 (vuelta) | 29 de mayo de 2008 (ida) 1 de junio de 2008 (vuelta) | 29 de mayo de 2008 (ida) 1 de junio de 2008 (vuelta) |  |
|  |                                                              |                                                              |                                                              |                                                              |                                                              |   |   |                                                                |                                                                |                                                                |                                                                |                                                                |   |   |                                                                |                                                                |                                                                |                                                                |                                                                |   |  |                                                      |                                                      |                                                      |                                                      |                                                      |  |
|  |                                                              |                                                              |                                                              |                                                              |                                                              |   |   |                                                                |                                                                |                                                                |                                                                |                                                                |   |   |                                                                |                                                                |                                                                |                                                                |                                                                |   |  |                                                      |                                                      |                                                      |                                                      |                                                      |  |
|  |                                                              |                                                              |                                                              |                                                              |                                                              |   |   |                                                                |                                                                |                                                                |                                                                |                                                                |   |   |                                                                |                                                                |                                                                |                                                                |                                                                |   |  |                                                      |                                                      |                                                      |                                                      |                                                      |  |
|  |                                                              |                                                              |                                                              |                                                              |                                                              |   |   |                                                                |                                                                |                                                                |                                                                |                                                                |   |   |                                                                |                                                                |                                                                |                                                                |                                                                |   |  |                                                      |                                                      |                                                      |                                                      |                                                      |  |
|  |                                                              |                                                              |                                                              |                                                              |                                                              |   |   |                                                                |                                                                |                                                                |                                                                |                                                                |   |   |                                                                |                                                                |                                                                |                                                                |                                                                |   |  |                                                      |                                                      |                                                      |                                                      |                                                      |  |
|  |                                                              | 2                                                            | Santos                                                       | 2                                                            | 1                                                            | 3 |   |                                                                |                                                                |                                                                |                                                                |                                                                |   |   |                                                                |                                                                |                                                                |                                                                |                                                                |   |  |                                                      |                                                      |                                                      |                                                      |                                                      |  |
|  |                                                              |                                                              |                                                              |                                                              |                                                              | 3 |   |                                                                |                                                                |                                                                |                                                                |                                                                |   |   |                                                                |                                                                |                                                                |                                                                |                                                                |   |  |                                                      |                                                      |                                                      |                                                      |                                                      |  |
|  |                                                              |                                                              | 7                                                            | Necaxa                                                       | 1                                                            | 1 | 2 |                                                                |                                                                |                                                                |                                                                |                                                                |   |   |                                                                |                                                                |                                                                |                                                                |                                                                |   |  |                                                      |                                                      |                                                      |                                                      |                                                      |  |
|  | 7                                                            | Necaxa (*)                                                   | 7                                                            | Necaxa                                                       | 1                                                            | 1 | 2 | 1                                                              | 0                                                              | 1                                                              |                                                                |                                                                |   |   |                                                                |                                                                |                                                                |                                                                |                                                                |   |  |                                                      |                                                      |                                                      |                                                      |                                                      |  |
|  | 7                                                            | Necaxa (*)                                                   |                                                              |                                                              |                                                              |   |   |                                                                |                                                                | 1                                                              |                                                                |                                                                |   |   |                                                                |                                                                |                                                                |                                                                |                                                                |   |  |                                                      |                                                      |                                                      |                                                      |                                                      |  |
|  | 9                                                            | Atlas                                                        | 1                                                            | 0                                                            | 1                                                            |   |   |                                                                |                                                                |                                                                |                                                                |                                                                |   |   |                                                                |                                                                |                                                                |                                                                |                                                                |   |  |                                                      |                                                      |                                                      |                                                      |                                                      |  |
|  | 9                                                            | Atlas                                                        | 1                                                            | 0                                                            | 1                                                            |   |   |                                                                |                                                                |                                                                |                                                                |                                                                |   | 2 | Santos (*)                                                     | 1                                                              | 2                                                              | 3                                                              |                                                                |   |  |                                                      |                                                      |                                                      |                                                      |                                                      |  |
|  |                                                              |                                                              |                                                              |                                                              |                                                              |   |   |                                                                |                                                                |                                                                |                                                                |                                                                |   | 2 | Santos (*)                                                     | 1                                                              | 2                                                              | 3                                                              |                                                                |   |  |                                                      |                                                      |                                                      |                                                      |                                                      |  |
|  |                                                              |                                                              | 8                                                            | Monterrey                                                    | 1                                                            | 2 | 3 |                                                                |                                                                |                                                                |                                                                |                                                                |   |   |                                                                |                                                                |                                                                |                                                                |                                                                |   |  |                                                      |                                                      |                                                      |                                                      |                                                      |  |
|  |                                                              |                                                              | 8                                                            | Monterrey                                                    | 1                                                            | 2 | 3 |                                                                |                                                                |                                                                |                                                                |                                                                |   |   |                                                                |                                                                |                                                                |                                                                |                                                                |   |  |                                                      |                                                      |                                                      |                                                      |                                                      |  |
|  |                                                              |                                                              |                                                              |                                                              |                                                              |   |   |                                                                |                                                                |                                                                |                                                                |                                                                |   |   |                                                                |                                                                |                                                                |                                                                |                                                                |   |  |                                                      |                                                      |                                                      |                                                      |                                                      |  |
|  |                                                              |                                                              |                                                              |                                                              |                                                              |   |   |                                                                |                                                                |                                                                |                                                                |                                                                |   |   |                                                                |                                                                |                                                                |                                                                |                                                                |   |  |                                                      |                                                      |                                                      |                                                      |                                                      |  |
|  |                                                              | 1                                                            | Guadalajara                                                  | 1                                                            | 4                                                            | 5 |   |                                                                |                                                                |                                                                |                                                                |                                                                |   |   |                                                                |                                                                |                                                                |                                                                |                                                                |   |  |                                                      |                                                      |                                                      |                                                      |                                                      |  |
|  |                                                              |                                                              |                                                              |                                                              |                                                              | 5 |   |                                                                |                                                                |                                                                |                                                                |                                                                |   |   |                                                                |                                                                |                                                                |                                                                |                                                                |   |  |                                                      |                                                      |                                                      |                                                      |                                                      |  |
|  |                                                              |                                                              | 8                                                            | Monterrey                                                    | 4                                                            | 4 | 8 |                                                                |                                                                |                                                                |                                                                |                                                                |   |   |                                                                |                                                                |                                                                |                                                                |                                                                |   |  |                                                      |                                                      |                                                      |                                                      |                                                      |  |
|  |                                                              |                                                              | 8                                                            | Monterrey                                                    | 4                                                            | 4 | 8 |                                                                |                                                                |                                                                |                                                                |                                                                |   |   |                                                                |                                                                |                                                                |                                                                |                                                                |   |  |                                                      |                                                      |                                                      |                                                      |                                                      |  |
|  |                                                              |                                                              |                                                              |                                                              |                                                              |   |   |                                                                |                                                                |                                                                |                                                                |                                                                |   |   |                                                                |                                                                |                                                                |                                                                |                                                                |   |  |                                                      |                                                      |                                                      |                                                      |                                                      |  |
|  |                                                              |                                                              |                                                              |                                                              |                                                              |   |   |                                                                |                                                                |                                                                |                                                                |                                                                |   |   |                                                                |                                                                |                                                                |                                                                |                                                                |   |  |                                                      |                                                      |                                                      |                                                      |                                                      |  |
|  |                                                              |                                                              |                                                              |                                                              |                                                              |   |   |                                                                |                                                                |                                                                |                                                                |                                                                |   |   |                                                                | 2                                                              | Santos                                                         | 2                                                              | 1                                                              | 3 |  |                                                      |                                                      |                                                      |                                                      |                                                      |  |
|  |                                                              |                                                              |                                                              |                                                              |                                                              |   |   |                                                                |                                                                |                                                                |                                                                |                                                                |   |   |                                                                |                                                                |                                                                |                                                                |                                                                | 3 |  |                                                      |                                                      |                                                      |                                                      |                                                      |  |
|  |                                                              |                                                              | 3                                                            | Cruz Azul                                                    | 1                                                            | 1 | 2 |                                                                |                                                                |                                                                |                                                                |                                                                |   |   |                                                                |                                                                |                                                                |                                                                |                                                                |   |  |                                                      |                                                      |                                                      |                                                      |                                                      |  |
|  |                                                              |                                                              | 3                                                            | Cruz Azul                                                    | 1                                                            | 1 | 2 |                                                                |                                                                |                                                                |                                                                |                                                                |   |   |                                                                |                                                                |                                                                |                                                                |                                                                |   |  |                                                      |                                                      |                                                      |                                                      |                                                      |  |
|  |                                                              |                                                              |                                                              |                                                              |                                                              |   |   |                                                                |                                                                |                                                                |                                                                |                                                                |   |   |                                                                |                                                                |                                                                |                                                                |                                                                |   |  |                                                      |                                                      |                                                      |                                                      |                                                      |  |
|  |                                                              |                                                              |                                                              |                                                              |                                                              |   |   |                                                                |                                                                |                                                                |                                                                |                                                                |   |   |                                                                |                                                                |                                                                |                                                                |                                                                |   |  |                                                      |                                                      |                                                      |                                                      |                                                      |  |
|  |                                                              | 3                                                            | Cruz Azul (*)                                                | 0                                                            | 2                                                            | 2 |   |                                                                |                                                                |                                                                |                                                                |                                                                |   |   |                                                                |                                                                |                                                                |                                                                |                                                                |   |  |                                                      |                                                      |                                                      |                                                      |                                                      |  |
|  |                                                              |                                                              |                                                              |                                                              |                                                              | 2 |   |                                                                |                                                                |                                                                |                                                                |                                                                |   |   |                                                                |                                                                |                                                                |                                                                |                                                                |   |  |                                                      |                                                      |                                                      |                                                      |                                                      |  |
|  |                                                              |                                                              | 6                                                            | Chiapas                                                      | 1                                                            | 1 | 2 |                                                                |                                                                |                                                                |                                                                |                                                                |   |   |                                                                |                                                                |                                                                |                                                                |                                                                |   |  |                                                      |                                                      |                                                      |                                                      |                                                      |  |
|  |                                                              |                                                              | 6                                                            | Chiapas                                                      | 1                                                            | 1 | 2 |                                                                |                                                                |                                                                |                                                                |                                                                |   |   |                                                                |                                                                |                                                                |                                                                |                                                                |   |  |                                                      |                                                      |                                                      |                                                      |                                                      |  |
|  |                                                              |                                                              |                                                              |                                                              |                                                              |   |   |                                                                |                                                                |                                                                |                                                                |                                                                |   |   |                                                                |                                                                |                                                                |                                                                |                                                                |   |  |                                                      |                                                      |                                                      |                                                      |                                                      |  |
|  |                                                              |                                                              |                                                              |                                                              |                                                              |   |   |                                                                |                                                                |                                                                |                                                                |                                                                |   |   |                                                                |                                                                |                                                                |                                                                |                                                                |   |  |                                                      |                                                      |                                                      |                                                      |                                                      |  |
|  |                                                              |                                                              |                                                              |                                                              |                                                              |   |   |                                                                | 3                                                              | Cruz Azul                                                      | 1                                                              | 1                                                              | 2 |   |                                                                |                                                                |                                                                |                                                                |                                                                |   |  |                                                      |                                                      |                                                      |                                                      |                                                      |  |
|  |                                                              |                                                              |                                                              |                                                              |                                                              |   |   |                                                                |                                                                |                                                                |                                                                |                                                                | 2 |   |                                                                |                                                                |                                                                |                                                                |                                                                |   |  |                                                      |                                                      |                                                      |                                                      |                                                      |  |
|  |                                                              |                                                              | 4                                                            | San Luis                                                     | 0                                                            | 1 | 1 |                                                                |                                                                |                                                                |                                                                |                                                                |   |   |                                                                |                                                                |                                                                |                                                                |                                                                |   |  |                                                      |                                                      |                                                      |                                                      |                                                      |  |
|  | 4                                                            | San Luis (*)                                                 | 4                                                            | San Luis                                                     | 0                                                            | 1 | 1 | 1                                                              | 1                                                              | 2                                                              |                                                                |                                                                |   |   |                                                                |                                                                |                                                                |                                                                |                                                                |   |  |                                                      |                                                      |                                                      |                                                      |                                                      |  |
|  | 4                                                            | San Luis (*)                                                 |                                                              |                                                              |                                                              |   |   |                                                                |                                                                | 2                                                              |                                                                |                                                                |   |   |                                                                |                                                                |                                                                |                                                                |                                                                |   |  |                                                      |                                                      |                                                      |                                                      |                                                      |  |
|  | 10                                                           | Pachuca                                                      | 0                                                            | 2                                                            | 2                                                            |   |   |                                                                |                                                                |                                                                |                                                                |                                                                |   |   |                                                                |                                                                |                                                                |                                                                |                                                                |   |  |                                                      |                                                      |                                                      |                                                      |                                                      |  |
|  | 10                                                           | Pachuca                                                      | 0                                                            | 2                                                            | 2                                                            |   | 4 | San Luis (*)                                                   | 1                                                              | 0                                                              | 1                                                              |                                                                |   |   |                                                                |                                                                |                                                                |                                                                |                                                                |   |  |                                                      |                                                      |                                                      |                                                      |                                                      |  |
|  |                                                              |                                                              |                                                              |                                                              |                                                              |   | 4 | San Luis (*)                                                   | 1                                                              | 0                                                              | 1                                                              |                                                                |   |   |                                                                |                                                                |                                                                |                                                                |                                                                |   |  |                                                      |                                                      |                                                      |                                                      |                                                      |  |
|  |                                                              |                                                              | 5                                                            | Toluca                                                       | 1                                                            | 0 | 1 |                                                                |                                                                |                                                                |                                                                |                                                                |   |   |                                                                |                                                                |                                                                |                                                                |                                                                |   |  |                                                      |                                                      |                                                      |                                                      |                                                      |  |
|  |                                                              |                                                              | 5                                                            | Toluca                                                       | 1                                                            | 0 | 1 |                                                                |                                                                |                                                                |                                                                |                                                                |   |   |                                                                |                                                                |                                                                |                                                                |                                                                |   |  |                                                      |                                                      |                                                      |                                                      |                                                      |  |
|  |                                                              |                                                              |                                                              |                                                              |                                                              |   |   |                                                                |                                                                |                                                                |                                                                |                                                                |   |   |                                                                |                                                                |                                                                |                                                                |                                                                |   |  |                                                      |                                                      |                                                      |                                                      |                                                      |  |
|  |                                                              |                                                              |                                                              |                                                              |                                                              |   |   |                                                                |                                                                |                                                                |                                                                |                                                                |   |   |                                                                |                                                                |                                                                |                                                                |                                                                |   |  |                                                      |                                                      |                                                      |                                                      |                                                      |  |
|  |                                                              |                                                              |                                                              |                                                              |                                                              |   |   |                                                                |                                                                |                                                                |                                                                |                                                                |   |   |                                                                |                                                                |                                                                |                                                                |                                                                |   |  |                                                      |                                                      |                                                      |                                                      |                                                      |  |
|  |                                                              |                                                              |                                                              |                                                              |                                                              |   |   |                                                                |                                                                |                                                                |                                                                |                                                                |   |   |                                                                |                                                                |                                                                |                                                                |                                                                |   |  |                                                      |                                                      |                                                      |                                                      |                                                      |  |

- (*) Avanzó por su posición en la tabla.

|                                    |
| Santos Laguna Campeón 3.er título. |

### Cuartos de final
| 14 de mayo de 2008, 19:00 | Chiapas    | 1:0 (0:0) | Cruz Azul | Estadio Víctor Manuel Reyna, Tuxtla Gutiérrez               |                                                             |
|                           | Itamar 85' |           |           | Asistencia: 15,000 espectadores Árbitro(s): Paul Delgadillo | Asistencia: 15,000 espectadores Árbitro(s): Paul Delgadillo |

| 17 de mayo de 2008, 17:00                                      | Cruz Azul                | 2:1 (0:0) (Global 2:2) | Chiapas    | Estadio Azul, México, D. F.                                    |                                                                |
|                                                                | Zeballos 71' · Sabah 73' |                        | Itamar 48' | Asistencia: 25,000 espectadores Árbitro(s): Hugo León Guajardo | Asistencia: 25,000 espectadores Árbitro(s): Hugo León Guajardo |
| Cruz Azul avanzó a Semifinales por mejor posición en la tabla. |                          |                        |            |                                                                |                                                                |

| 14 de mayo de 2008, 21:00 | Monterrey                               | 4:1 (1:1) | Guadalajara       | Estadio Tecnológico, Monterrey                               |                                                              |
|                           | Borgetti 44' 68' 71' · Suazo 45' (pen.) |           | Morales 7' (pen.) | Asistencia: 26,000 espectadores Árbitro(s): Francisco Chacón | Asistencia: 26,000 espectadores Árbitro(s): Francisco Chacón |

| 17 de mayo de 2008, 20:00       | Guadalajara                                       | 4:4 (2:2) (Global 5:8) | Monterrey                                   | Estadio Jalisco, Guadalajara                                  |                                                               |
|                                 | Bravo 14' · Medina 27' · Ávila 63' · Magallón 88' |                        | Ochoa 21' 90+1' · Arellano 24' · Erviti 79' | Asistencia: 60,000 espectadores Árbitro(s): Armando Archundia | Asistencia: 60,000 espectadores Árbitro(s): Armando Archundia |
| Monterrey avanzó a Semifinales. |                                                   |                        |                                             |                                                               |                                                               |

| 15 de mayo de 2008, 19:00 | Toluca          | 1:1 (0:1) | San Luis      | Estadio Nemesio Díez, Toluca                                          |                                                                       |
|                           | Fernández 90+2' |           | A. Moreno 34' | Asistencia: 22,000 espectadores Árbitro(s): José Gabriel Gómez Romero | Asistencia: 22,000 espectadores Árbitro(s): José Gabriel Gómez Romero |

| 18 de mayo de 2008, 12:00                                     | San Luis | 0:0 (0:0) (Global 1:1) | Toluca | Estadio Alfonso Lastras Ramírez, San Luis Potosí                  |  |
|                                                               |          |                        |        | Asistencia: 24,000 espectadores Árbitro(s): Roberto García Orozco |  |
| San Luis avanza a Semifinales por mejor posición en la tabla. |          |                        |        |                                                                   |  |

| 15 de mayo de 2008, 21:00 | Necaxa        | 1:2 (1:1) | Santos                   | Estadio Victoria, Aguascalientes                                    |                                                                     |
|                           | Rodallega 35' |           | Ludueña 7' · Jiménez 85' | Asistencia: 16,000 espectadores Árbitro(s): Marco Antonio Rodríguez | Asistencia: 16,000 espectadores Árbitro(s): Marco Antonio Rodríguez |

| 18 de mayo de 2008, 17:00    | Santos                  | 1:1 (0:0) (Global 3:2) | Necaxa         | Estadio Corona, Torreón                                             |                                                                     |
|                              | J. Rodríguez 80' (pen.) |                        | Quatrocchi 57' | Asistencia: 20,000 espectadores Árbitro(s): Mauricio Morales Ovalle | Asistencia: 20,000 espectadores Árbitro(s): Mauricio Morales Ovalle |
| Santos avanzó a Semifinales. |                         |                        |                |                                                                     |                                                                     |

### Semifinales
| 21 de mayo de 2008, 20:00 | San Luis | 0:1 (0:1) | Cruz Azul | Estadio Alfonso Lastras Ramírez, San Luis Potosí             |                                                              |
|                           |          |           | Sabah 25' | Asistencia: 25,000 espectadores Árbitro(s): Francisco Chacón | Asistencia: 25,000 espectadores Árbitro(s): Francisco Chacón |

| 24 de mayo de 2008, 17:00    | Cruz Azul    | 1:1 (0:1) (Global 2:1) | San Luis   | Estadio Azul, México, D. F.                                         |                                                                     |
|                              | Zeballos 78' |                        | Coudet 31' | Asistencia: 30,000 espectadores Árbitro(s): Marco Antonio Rodríguez | Asistencia: 30,000 espectadores Árbitro(s): Marco Antonio Rodríguez |
| Cruz Azul avanzó a la Final. |              |                        |            |                                                                     |                                                                     |

| 21 de mayo de 2008, 21:00 | Monterrey | 1:1 (1:0) | Santos      | Estadio Tecnológico, Monterrey                                |                                                               |
|                           | Suazo 10' |           | Benítez 63' | Asistencia: 26,000 espectadores Árbitro(s): Armando Archundia | Asistencia: 26,000 espectadores Árbitro(s): Armando Archundia |

| 25 de mayo de 2008, 17:00                                | Santos                 | 2:2 (0:0) (Global 3:3) | Monterrey                | Estadio Corona, Torreón                                             |                                                                     |
|                                                          | Vuoso 77' · Arce 90+3' |                        | Borgetti 53' · Suazo 63' | Asistencia: 20,000 espectadores Árbitro(s): Mauricio Morales Ovalle | Asistencia: 20,000 espectadores Árbitro(s): Mauricio Morales Ovalle |
| Santos avanzó a la Final por mejor posición en la tabla. |                        |                        |                          |                                                                     |                                                                     |

### Final
| 29 de mayo de 2008, 20:00 | Cruz Azul   | 1:2 (1:0) | Santos                 | Estadio Azul, México, D. F.                                         |                                                                     |
|                           | Vigneri 16' |           | Arce 60' · Benítez 85' | Asistencia: 40,000 espectadores Árbitro(s): Marco Antonio Rodríguez | Asistencia: 40,000 espectadores Árbitro(s): Marco Antonio Rodríguez |

| 1 de junio de 2008, 17:00                | Santos      | 1:1 (1:0) (Global 3:2) | Cruz Azul  | Estadio Corona, Torreón                                       |                                                               |
|                                          | Ludueña 16' |                        | Lozano 82' | Asistencia: 25,000 espectadores Árbitro(s): Armando Archundia | Asistencia: 25,000 espectadores Árbitro(s): Armando Archundia |
| Santos Campeón del Torneo Clausura 2008. |             |                        |            |                                                               |                                                               |

| 1 | Juego de Ida | 2 |
|   |              |   |

| CRUZ AZUL: |           |     |     |
| 25 | Gutiérrez |     |     |
| 4 | Domínguez |     | 56' |
| 6 | Torrado   | 40' |     |
| 7 | Riveros   |     |     |
| 8 | Bonet     |     |     |
| 9 | Zeballos  |     |     |
| 10 | Andrade   | 46' | 63' |
| 13 | Lozano    |     |     |
| 14 | Beltrán   | 58' |     |
| 15 | Vigneri   |     |     |
| 18 | Villaluz  |     |     |
| Suplentes: |           |     |     |
| 1 | Pérez     |     |     |
| 2 | Rodríguez |     |     |
| 3 | Huiqui    |     |     |
| 11 | Sabah     |     | 72' |
| 16 | Chávez    |     |     |
| 23 | Lugo      |     | 63' |
| 26 | Velasco   |     |     |
| Director Técnico: |           |     |     |
| Sergio Markarián Árbitro: Marco Antonio Rodríguez Asistentes: Alberto Morín José Luis Camargo Cuarto árbitro: Mauricio Morales |           |     |     |

| SANTOS:           |           |     |     |
| 1                 | Sánchez   |     |     |
| 3                 | Ortiz     | 84' |     |
| 4                 | Estrada   |     |     |
| 5                 | Arce      |     |     |
| 7                 | Jiménez   |     | 82' |
| 10                | Ludueña   |     | 75' |
| 11                | Benítez   |     | 87' |
| 15                | Castillo  |     |     |
| 19                | Figueroa  | 24' |     |
| 30                | Vuoso     |     |     |
| 58                | Rodríguez |     |     |
| Suplentes:        |           |     |     |
| 8                 | García    |     |     |
| 20                | Mares     |     | 75' |
| 21                | Santiago  |     |     |
| 23                | Peralta   |     | 87' |
| 25                | Becerra   |     |     |
| 26                | Torres    |     | 82' |
| 27                | Barrera   |     |     |
| Director Técnico: |           |     |     |
| Daniel Guzmán     |           |     |     |

| CRUZ AZUL: |           |     |     |
| 25 | Gutiérrez |     |     |
| 4 | Domínguez |     | 56' |
| 6 | Torrado   | 40' |     |
| 7 | Riveros   |     |     |
| 8 | Bonet     |     |     |
| 9 | Zeballos  |     |     |
| 10 | Andrade   | 46' | 63' |
| 13 | Lozano    |     |     |
| 14 | Beltrán   | 58' |     |
| 15 | Vigneri   |     |     |
| 18 | Villaluz  |     |     |
| Suplentes: |           |     |     |
| 1 | Pérez     |     |     |
| 2 | Rodríguez |     |     |
| 3 | Huiqui    |     |     |
| 11 | Sabah     |     | 72' |
| 16 | Chávez    |     |     |
| 23 | Lugo      |     | 63' |
| 26 | Velasco   |     |     |
| Director Técnico: |           |     |     |
| Sergio Markarián Árbitro: Marco Antonio Rodríguez Asistentes: Alberto Morín José Luis Camargo Cuarto árbitro: Mauricio Morales |           |     |     |

| SANTOS:           |           |     |     |
| 1                 | Sánchez   |     |     |
| 3                 | Ortiz     | 84' |     |
| 4                 | Estrada   |     |     |
| 5                 | Arce      |     |     |
| 7                 | Jiménez   |     | 82' |
| 10                | Ludueña   |     | 75' |
| 11                | Benítez   |     | 87' |
| 15                | Castillo  |     |     |
| 19                | Figueroa  | 24' |     |
| 30                | Vuoso     |     |     |
| 58                | Rodríguez |     |     |
| Suplentes:        |           |     |     |
| 8                 | García    |     |     |
| 20                | Mares     |     | 75' |
| 21                | Santiago  |     |     |
| 23                | Peralta   |     | 87' |
| 25                | Becerra   |     |     |
| 26                | Torres    |     | 82' |
| 27                | Barrera   |     |     |
| Director Técnico: |           |     |     |
| Daniel Guzmán     |           |     |     |

| 1 | Juego de Vuelta | 1 |
|   |                 |   |

| SANTOS: |           |  |     |
| 1 | Sánchez   |  |     |
| 3 | Ortiz     |  |     |
| 4 | Estrada   |  |     |
| 5 | Arce      |  |     |
| 7 | Jiménez   |  | 54' |
| 10 | Ludueña   |  | 65' |
| 11 | Benítez   |  |     |
| 15 | Castillo  |  |     |
| 19 | Figueroa  |  |     |
| 30 | Vuoso     |  | 65' |
| 58 | Rodríguez |  |     |
| Suplentes: |           |  |     |
| 8 | García    |  |     |
| 20 | Mares     |  | 65' |
| 21 | Santiago  |  |     |
| 23 | Peralta   |  | 65' |
| 25 | Becerra   |  |     |
| 26 | Torres    |  | 54' |
| 27 | Barrera   |  |     |
| Director Técnico: |           |  |     |
| Daniel Guzmán Árbitro: Armando Archundia Asistentes: Marvin Torrentera Juan Joel Rangel Cuarto árbitro: Francisco Chacón |           |  |     |

| CRUZ AZUL:        |           |     |     |
| 25                | Gutiérrez |     |     |
| 4                 | Domínguez |     |     |
| 6                 | Torrado   | 20' | 90' |
| 7                 | Riveros   |     |     |
| 8                 | Bonet     |     | 68' |
| 11                | Sabah     |     |     |
| 13                | Lozano    |     |     |
| 14                | Beltrán   |     |     |
| 15                | Vigneri   |     | 45' |
| 18                | Villaluz  |     |     |
| 23                | Lugo      |     | 57' |
| Suplentes:        |           |     |     |
| 1                 | Pérez     |     |     |
| 3                 | Huiqui    |     |     |
| 9                 | Zeballos  |     | 45' |
| 10                | Andrade   |     | 57' |
| 16                | Chávez    |     |     |
| 26                | Velasco   |     |     |
| 30                | García    |     | 68' |
| Director Técnico: |           |     |     |
| Sergio Markarián  |           |     |     |

| SANTOS: |           |  |     |
| 1 | Sánchez   |  |     |
| 3 | Ortiz     |  |     |
| 4 | Estrada   |  |     |
| 5 | Arce      |  |     |
| 7 | Jiménez   |  | 54' |
| 10 | Ludueña   |  | 65' |
| 11 | Benítez   |  |     |
| 15 | Castillo  |  |     |
| 19 | Figueroa  |  |     |
| 30 | Vuoso     |  | 65' |
| 58 | Rodríguez |  |     |
| Suplentes: |           |  |     |
| 8 | García    |  |     |
| 20 | Mares     |  | 65' |
| 21 | Santiago  |  |     |
| 23 | Peralta   |  | 65' |
| 25 | Becerra   |  |     |
| 26 | Torres    |  | 54' |
| 27 | Barrera   |  |     |
| Director Técnico: |           |  |     |
| Daniel Guzmán Árbitro: Armando Archundia Asistentes: Marvin Torrentera Juan Joel Rangel Cuarto árbitro: Francisco Chacón |           |  |     |

| CRUZ AZUL:        |           |     |     |
| 25                | Gutiérrez |     |     |
| 4                 | Domínguez |     |     |
| 6                 | Torrado   | 20' | 90' |
| 7                 | Riveros   |     |     |
| 8                 | Bonet     |     | 68' |
| 11                | Sabah     |     |     |
| 13                | Lozano    |     |     |
| 14                | Beltrán   |     |     |
| 15                | Vigneri   |     | 45' |
| 18                | Villaluz  |     |     |
| 23                | Lugo      |     | 57' |
| Suplentes:        |           |     |     |
| 1                 | Pérez     |     |     |
| 3                 | Huiqui    |     |     |
| 9                 | Zeballos  |     | 45' |
| 10                | Andrade   |     | 57' |
| 16                | Chávez    |     |     |
| 26                | Velasco   |     |     |
| 30                | García    |     | 68' |
| Director Técnico: |           |     |     |
| Sergio Markarián  |           |     |     |

## Goleadores
| Pos | Jugador              | Equipo      | Goles |
| --- | -------------------- | ----------- | ----- |
| 1.º | Humberto Suazo       | Monterrey   | 13    |
| 2.º | Itamar Batista       | Chiapas     | 12    |
| 3.º | Vicente Matías Vuoso | Santos      | 11    |
| 4.º | Omar Bravo           | Guadalajara | 10    |
| 4.º | Esteban Solari       | UNAM        | 10    |
| 4.º | Christian Benítez    | Santos      | 10    |
| 7.º | Sergio Santana       | Guadalajara | 9     |
| 7.º | Claudio Graf         | Veracruz    | 9     |
| 9.º | Jared Borgetti       | Monterrey   | 8     |
| 9.º | Miguel Sabah         | Cruz Azul   | 8     |
| 9.º | Álvaro González      | Puebla      | 8     |

- Goles anotados en el torneo regular, liguilla y repechaje.